# Aloe vanrooyenii
Aloe vanrooyenii là một loài thực vật có hoa trong họ Măng tây. Loài này được Gideon F.Sm. & N.R.Crouch mô tả khoa học đầu tiên năm 2006.